# Alliswil
Alliswil is een plaats en voormalige gemeente in het district Lenzburg, kanton Aargau, Zwitserland.
Alliswil werd in 1899 bij de gemeente Boniswil gevoegd.